# 제프리 러시
제프리 로이 러시(영어: Geoffrey Roy Rush, AC, 1951년 7월 6일 ~ )는 오스트레일리아의 배우이다.

## 출연 작품

### 영화
- 테일러 오브 파나마
- 뮌헨 - 에브라임 역
- 헌티드 힐
- 샤인
- 셰익스피어 인 러브
- 가디언의 전설
- 킹스 스피치 - 라이오넬 로그 역
- 캐리비안의 해적 영화 시리즈
  - 캐리비안의 해적: 죽은 자는 말이 없다
- 파이널 포트레이트 - 알베르토 자코메티 역
- 스톰 보이 - 성인 마이클 역 (기획, 주연)

### 드라마
- 지니어스 - 알버트 아인슈타인 역

## 상훈
- 1996년 오스트레일리아 인스티튜드 어워드 남우주연상
- 1996년 제61회 뉴욕비평가협회상 남우주연상
- 1996년 제1회 새틀라이트시상식 드라마부문 남우주연상
- 1996년 제17회 보스턴비평가협회상 남우주연상
- 1996년 오스트레일리아비평가협회상 남우주연상
- 1997년 텍사스비평가협회상 남우주연상
- 1997년 플로리다비평가협회상 남우주연상
- 1997년 온라인영화&텔레비전협회상 남우주연상
- 1997년 댈러스-포트워스비평가협회상 남우주연상
- 1997년 제54회 골든글로브시상식 드라마부문 남우주연상
- 1997년 제22회 LA비평가협회상 남우주연상
- 1997년 제3회 미국배우조합상 영화부문 남우주연상
- 1997년 제2회 크리틱스초이스 남우주연상
- 1997년 제50회 영국아카데미시상식 남우주연상
- 1997년 제69회 아카데미시상식 남우주연상
- 1998년 제18회 런던비평가협회상 남우주연상
- 1999년 제52회 영국아카데미시상식 남우조연상
- 2000년 포닉스비평가협회상 남우주연상
- 2000년 제5회 새틀라이트시상식 드라마부문 남우주연상
- 2000년 캔자스시티비평가협회상 남우주연상
- 2001년 플로리다비평가협회상 남우주연상
- 2001년 라스베가스비평가협회상 남우주연상
- 2003년 제7회 할리우드영화제 남우조연상
- 2003년 오스트레일리아 인스티튜드 어워드 국제공로상
- 2004년 온라인영화&텔레비전협회상 TV미니시리즈부문 남우주연상
- 2005년 골드더비어워즈 TV영화/미니시리즈부문 남우주연상
- 2005년 제62회 골든글로브시상식 TV영화/미니시리즈부문 남우주연상
- 2005년 제11회 미국배우조합상 TV영화/미니시리즈부문 남자연기상
- 2005년 제57회 에미상 TV영화/미니시리즈부문 남우주연상
- 2006년 오스트레일리아비평가협회상 남우조연상
- 2009년 오스트레일리아 인스티튜드 어워드 평생공로상
- 2009년 제63회 토니상 연극부문 남우주연상
- 2009년 드라마데스크어워즈 연극부문 남우주연상
- 2009년 헬프맨어워드 연극부문 남자배우상
- 2009년 레이몬드 롱포드상
- 2010년 센트럴오하이오비평가협회상 남우조연상
- 2010년 남동부비평가협회상 남우조연상
- 2011년 제45회 전미비평가협회상 남우조연상
- 2011년 제64회 영국아카데미시상식 남우조연상
- 2011년 제26회 산타바바라국제영화제 몬테시토상
- 2011년 제26회 인디펜던트스피릿어워드 남우조연상
- 2011년 클로루디스영화제 남우조연상
- 2012년 올해의 호주인상
- 2013년 헬프맨어워드 뮤지컬부문 남자배우상
- 2014년 오스트레일리아 훈장 컴패니언(AC)

- 2017년 제67회 베를린국제영화제 베를린카메라상